# Guillaume Geoffroy
Guillaume Geoffroy, né en 1984 à Nice, est un acteur français.

## Biographie
Guillaume Geoffroy naît en 1984 à Nice, en France. Il débute le théâtre alors qu'il est en cours préparatoire. Il est formé à l'atelier du théâtre de Nice puis au conservatoire à rayonnement régional de Nice de 2003 à 2008.
Il travaille avec les compagnies de théâtre amateur Les Chemins du faire et Le Cercle Molière de Nice en jouant respectivement dans Ahmed Le Subtil et Village puis Un air de famille. 
À partir de 2009, il intègre pour trois ans l'École supérieure d'art dramatique de Paris et s'installe alors dans la capitale. Il travaille au Manoir de Paris de 2011 à 2014 où il tient le rôle d'Archibald. 
En 2012, Il joue notamment dans La Putain de l'Ohio mis en scène par Laurent Guttmann.
En 2014, il joue au théâtre Mogador dans Le Bal des Vampires sous la direction de Roman Polanski . 
En 2014 également,  il intègre deux compagnies : le collectif La Machine (dans laquelle il interprète les premiers rôles des créations de Félicien Chauveau) et Les Affreux avec lesquelles il travaille toujours chaque année. 
En 2020, il incarne le Majordome dans le jeu télévisé District Z diffusé sur TF1, une ressemblance avec le mathématicien et homme politique Cédric Villani est remarquée.